# Paolo Antonio Barbieri

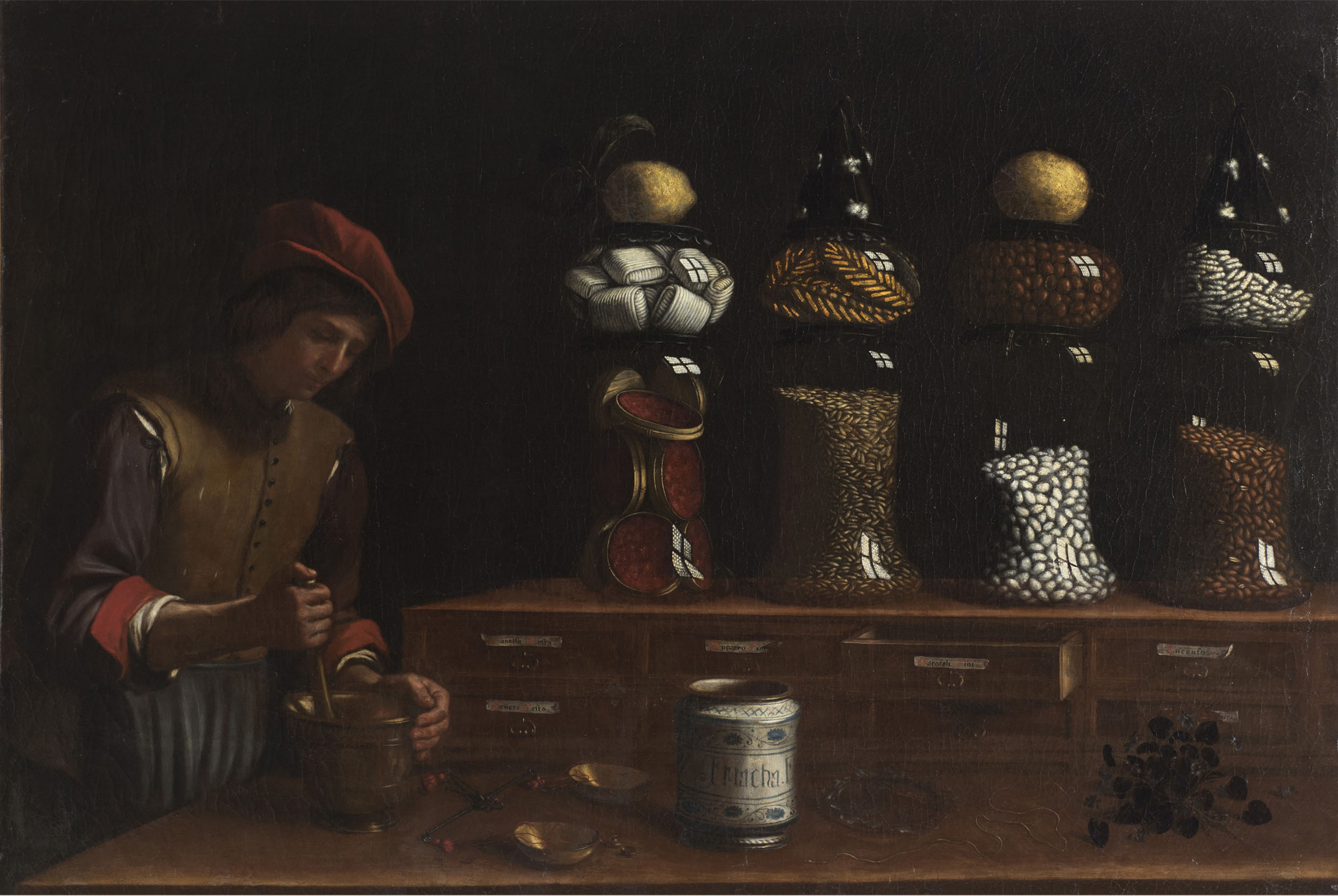
Paolo Antonio Barbieri, Spezieria, (Spoleto, palazzo Collicola)

Paolo Antonio Barbieri (Cento, 1603-Bolonia, 1649) fue un pintor italiano especializado en todo en la representación de naturalezas muertas.

## Biografía
Aprendió las técnicas pictóricas básicas de su hermano mayor, Giovanni Francesco Barbieri, llamado il Guercino. Giovanni colaboró con Paolo Antonio en la realización práctica de algunas de sus obras, agregando figuras. Inicialmente vinculado a las técnicas de claroscuro de su hermano. Paolo Antonio se distanció de ese estilo para tender a un mayor naturalismo pictórico manfestado en el manejo de colores vivvos, técnica que dominó desde sus inicios como pintor. 

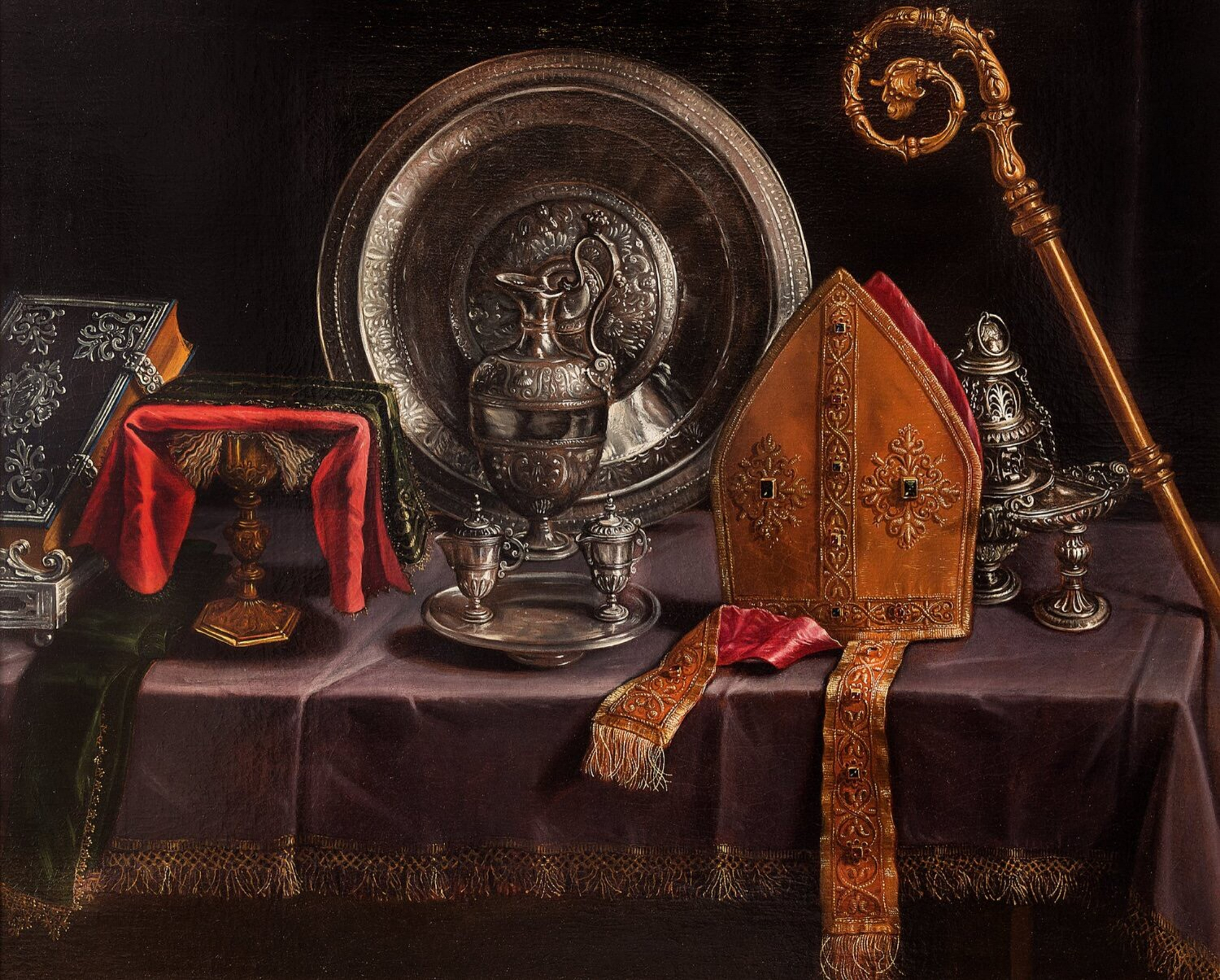
Bodegón con vajilla de plata y ornamentos de obispo, (Civica Pinacoteca il Guercino)

En la producción pictórica de la naturaleza muerta italiana, la contribución de la región de Emilia-Romagna fue un tipo de pinturas con un tono bajo, nunca barroco. Probablemente el iniciador de este gusto pictórico en Emilia fue Paolo Antonio Barbieri. Este pintor expresa sus mejores habilidades artísticas en pequeñas pinturas, en que la sobriedad de lo representado recuerda a las pinturas de la escuela de Francisco de Zurbarán. Cesta de castañas, setas, frutas y queso, composición del pintor Cento, es una de las piedras angulares de las naturalezas muertas del Seicento. La exhibe el Instituto de Arte de Chicago.
Paolo Antonio Barbieri solía anotar sus producciones pictóricas en un diario. Se éste sus obras deberían ser más de cuarenta, además de una pintura hecha unos meses antes de su muerte que no está incluida. Los temas principales de sus obras son paisajes reales, especialmente campestres, utensilios de la vida cotidiana y escenas de la vida rural; a estos temas se suma la representación, más frecuente a partir de los años de plena madurez artística, de 1640 en adelante, de naturalezas muertas representadas en forma de composiciones más complejas. Entre otros trabajos, destaca la Spezieria.
Murió prematuramente, a los 46 años, en Bolonia (1649). Sus restos descandan junto a los de su hermano, Giovanni, en la Iglesia de San Salvador (Bolonia) .
Las pinturas de Barbieri se conservan mayormente en Ferrara, Cento, Modena y Bolonia.